# 新兴凯恩斯学派
新兴凯恩斯学派（英語：new Keynesian economics），又稱新凱因斯主義，是产生于20世纪70、80年代并至今仍在发展一个宏觀經濟學理论，相对于传统凯恩斯主义经济学和第一代新凯恩斯主义经济学只进行“价格刚性假设”下的分析，它把“价格为什么是刚性的”也作为分析对象引进了宏观经济分析领域。第二代新凯恩斯主义经济学是新凱恩斯學派的後繼者，與新興古典經濟學派形成競爭關係。

## 起源
20世纪70年代美国和部分欧洲国家的经济出现了“停滯性通貨膨脹”现象，第一代新凯恩斯主义经济学由于无法解释该现象受到了怀疑，小罗伯特·卢卡斯、罗伯特·巴罗、米尔顿·弗里德曼等人提出了第二代新古典主义经济学（英語：New classical economics）对第一代新凯恩斯主义经济学发出挑战，针对该挑战，劳伦斯·鲍尔、N.格里高利·曼昆、戴维·罗默、奥利维尔·布兰查德、乔治·阿克洛夫、珍妮特·耶伦、约瑟夫·斯蒂格利茨发展出了第二代新凯恩斯主义经济学。

## 内容
第二代新凯恩斯主义经济学的主要特色是基于工资粘性和价格粘性展开分析，它假设名义工资和产品价格是可以调整的，但是调整速度十分缓慢，另外，它采用了第二代新古典主义经济学（英語：New classical economics）的分析框架。
第二代新凯恩斯主义经济学与第一代新凯恩斯主义经济学的区别体现在第二代新凯恩斯主义经济学更寻求微观基础。在第二代新凯恩斯主义经济学中，原先事先假定了的东西被得到了更多的微观深化，使得逻辑更加完整。

## 与新興古典經濟學派的关系
新興凱恩斯學派虽然与新興古典經濟學派存在竞争关系，但目前两者的发展趋势却在朝着难以辨别的方向迈进。由于大家有了建立在微观基础上进行政策争论的前提，使得以前不能讨论的问题变得可能。新興古典經濟學派承认了市场的失败，而新興凱恩斯學派也承认了市场调节的重要性。由此，争论由学派之争，转变为互相承认、互相切磋，随之政策争论更向细部延伸。在很多问题上，如果不加以强调，已经很难辨认哪些是新興古典經濟學派、哪些是新興凱恩斯學派。

### 引用
1. ↑  张静. . 《经济问题探索》. 2016, (4). The emergence, evolution and flaws of new Keynesian economics
2. ↑  田方萌. . 《紐約時報》. 2012-12-03  [2025-03-17]. （原始内容存档于2025-03-18）.
3. ↑  .   [2013-03-01]. （原始内容存档于2020-06-02）.
4. ↑  .   [2013-03-01]. （原始内容存档于2020-11-18）.
5. ↑  .   [2013-03-01]. （原始内容存档于2020-06-01）.

### 书籍
- Greenwald, B. and Joe. Stiglitz, 1993, ``New and Old Keynesians," Journal of Economic Perspectives, Vol. 7, No. 1, pp. 23–44, (Winter 1993).
- Greenwald, Bruce and Joseph E. Stiglitz. ``Keynesian, New Keynesian and New Classical Economics," Oxford Economic Papers, Vol. 39, 1987, pp. 119–132.(or NBER Working Paper 2160 （页面存档备份，存于）)